# Mercedes-Benz Arena (Berlin)
Mercedes-Benz Arena (phát âm tiếng Đức: [mɛʁˌtseːdəsˈbɛnts ʔaˌʁeːnaː]) là một nhà thi đấu đa năng ở khu Friedrichshain của Berlin, Đức. Nhà thi đấu được khánh thành vào năm 2008.
Nhà thi đấu hiện đang được sử dụng chủ yếu cho các trận đấu khúc côn cầu trên băng, bóng rổ và bóng ném cũng như các buổi hòa nhạc. Nhà thi đấu có sức chứa 17.000 người. Đây là sân nhà của câu lạc bộ khúc côn cầu trên băng Eisbären Berlin và câu lạc bộ bóng rổ Alba Berlin.
Nhà thi đấu này đã tổ chức vòng chung kết Euroleague 2009, giải đấu bóng rổ chuyên nghiệp cấp câu lạc bộ của châu Âu.

## Hình ảnh

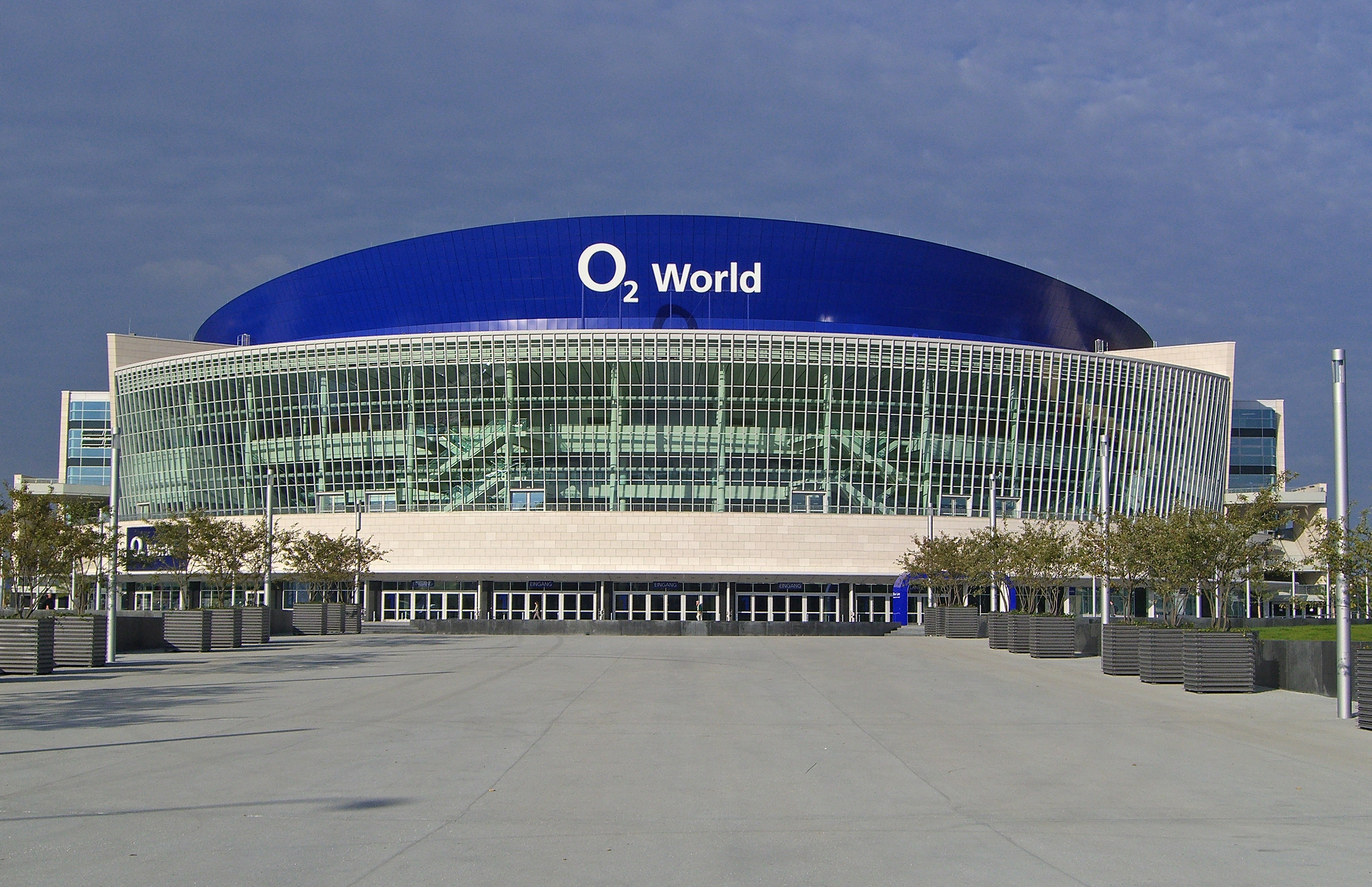
O2 World Berlin
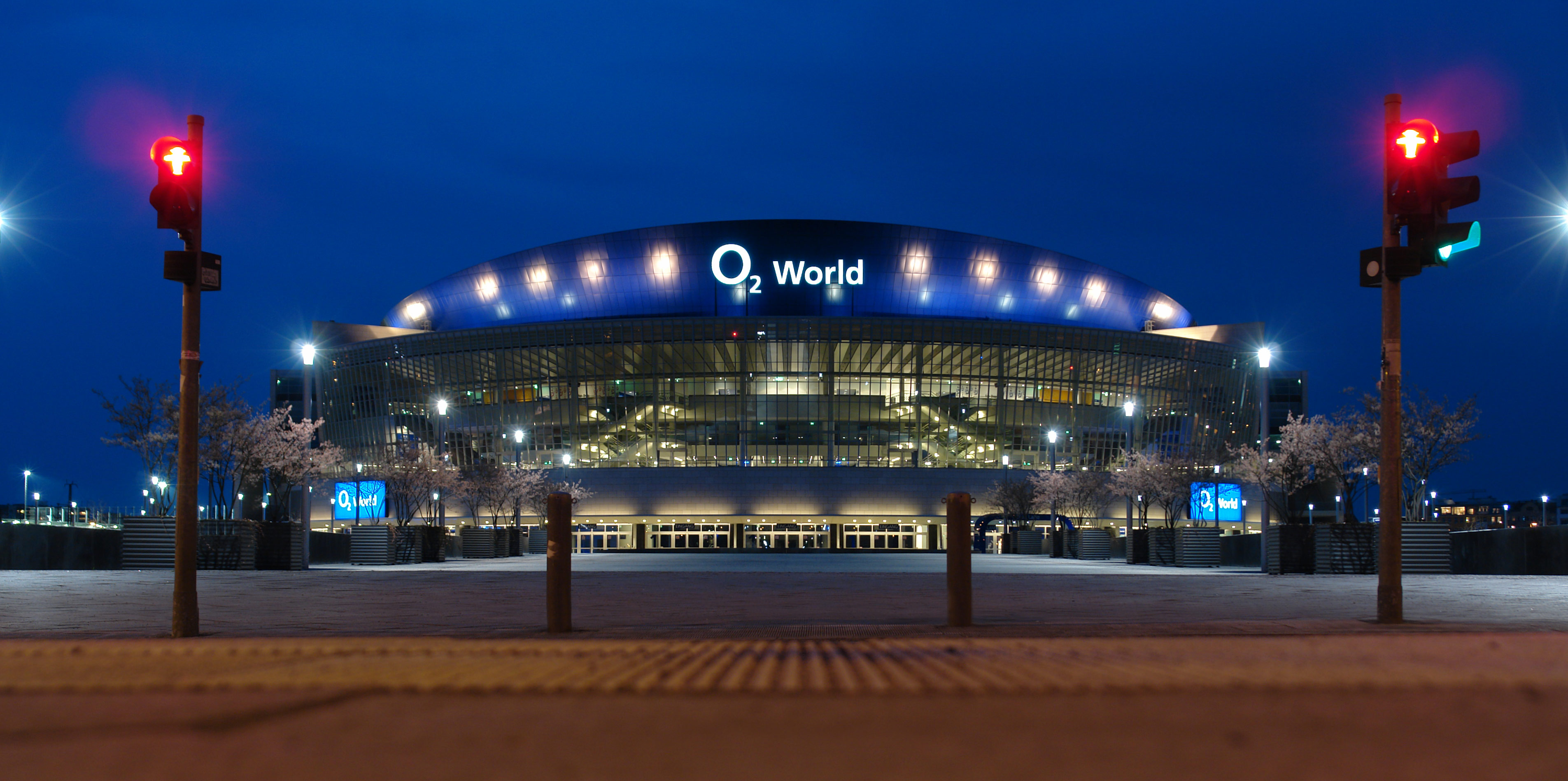
O2 World vào ban đêm
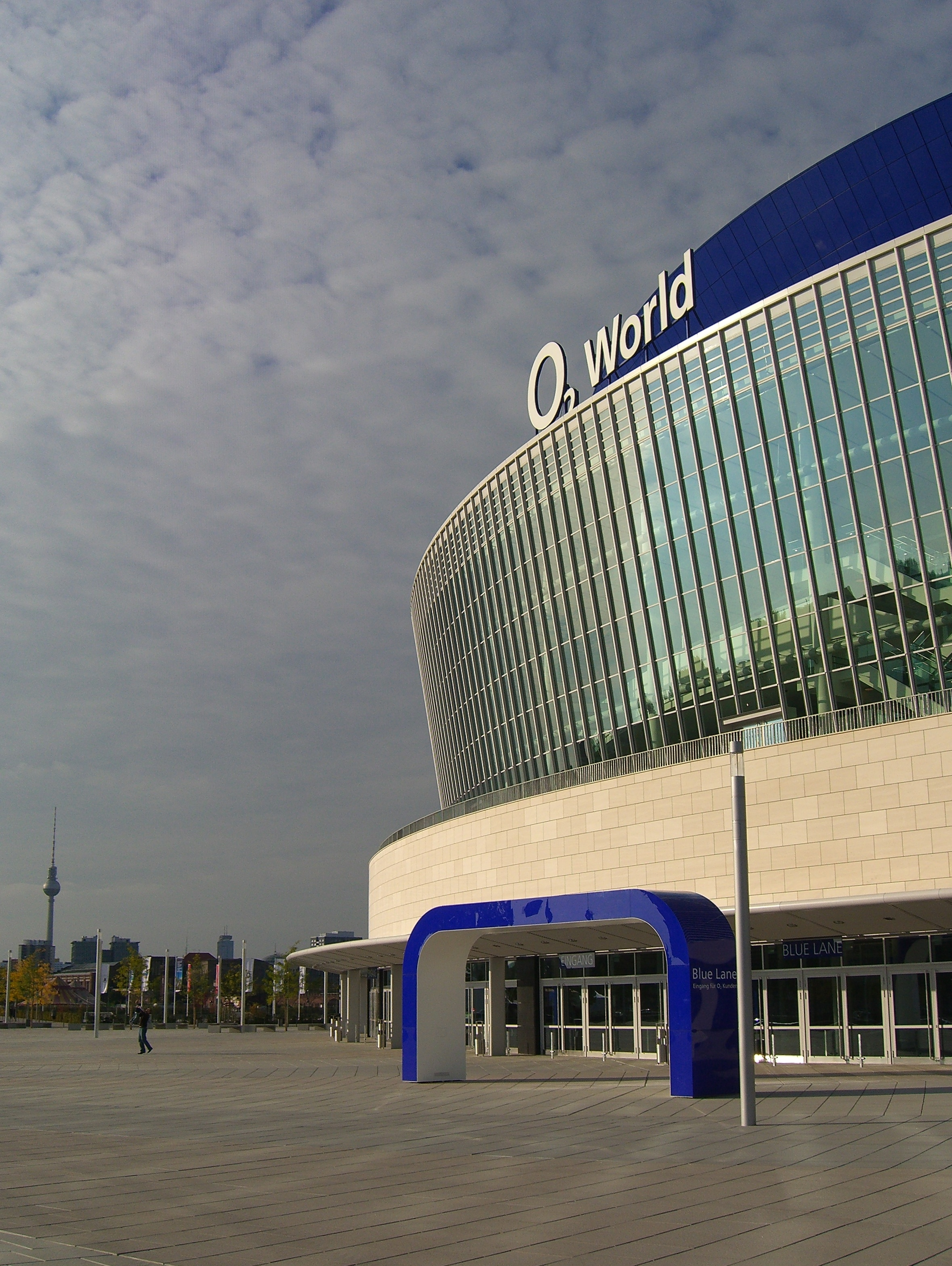
Lối vào chính của O2 World Berlin
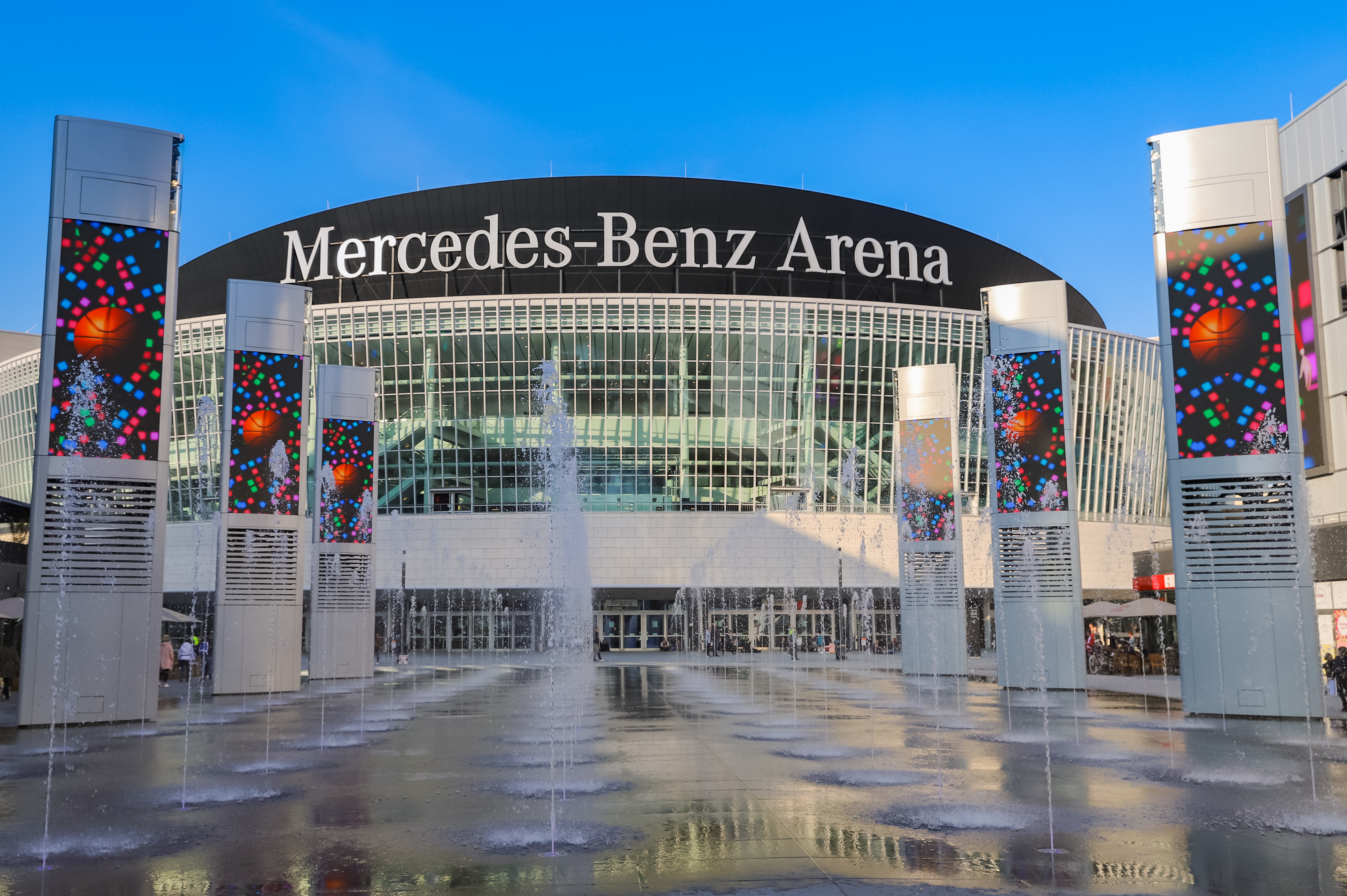
Mercedes-Benz Arena Berlin
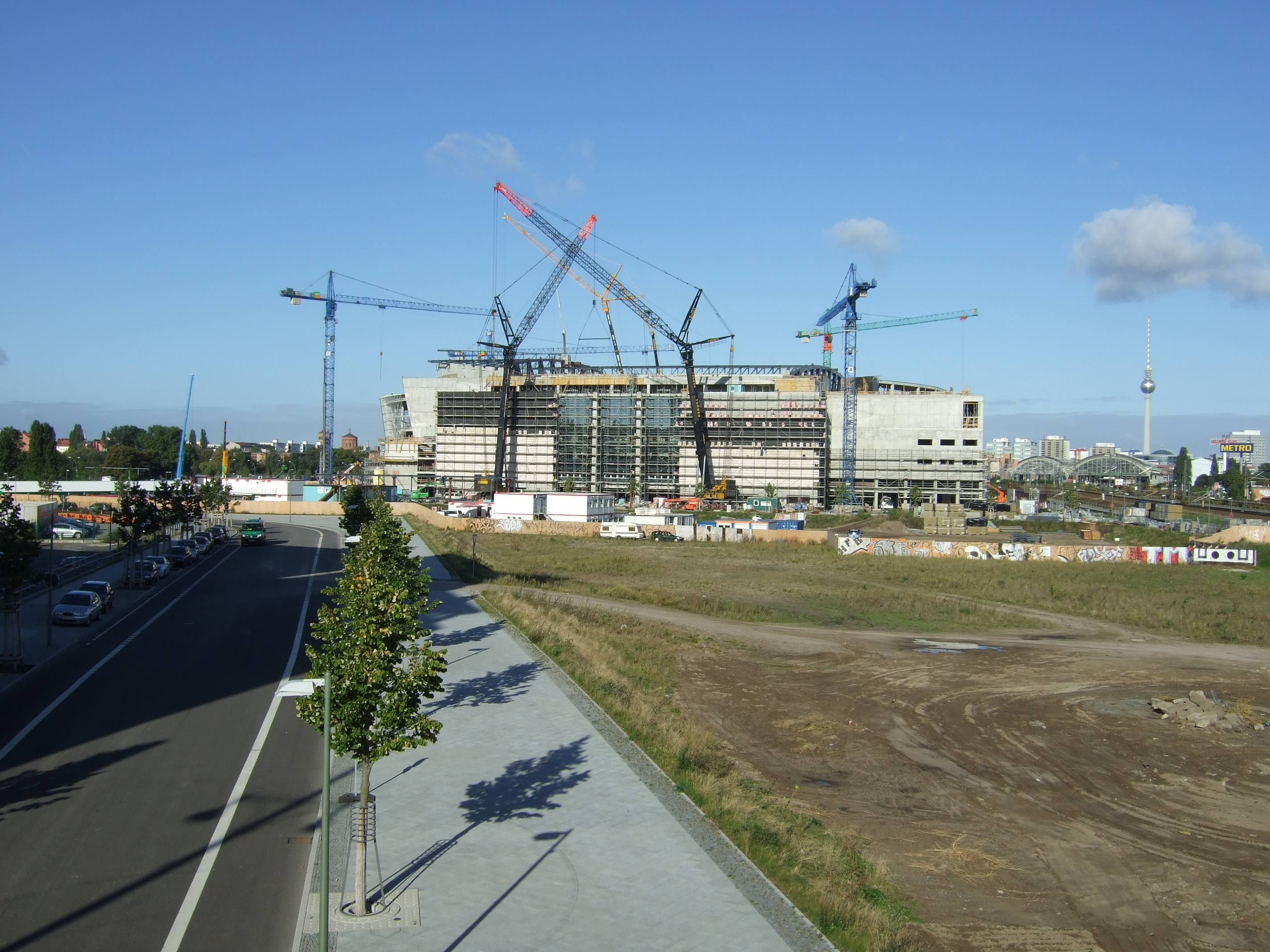
O2 World trong thời gian đang xây dựng
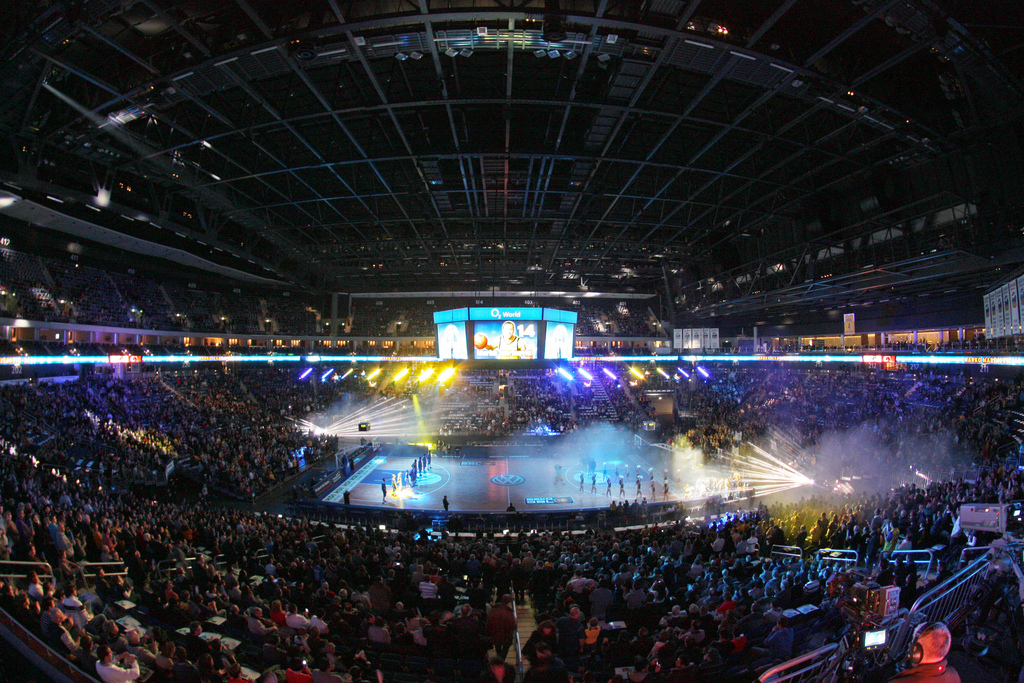
Alba Berlin vs BBC Bayreuth, 19 tháng 2 năm 2011